# Bab al-Barakiyyah
Bab al-al-Barakiyyah (lingua araba باب ال, "Cancello delle Grazie"), è il nome delle due porte fortificate omonime del Cairo d'epoca medievale.
Bab al-Barakiyyah I era di età fatimide; costruita, circa nel 971, da Jawhar al-Siqilli (911-992), sembra che il suo posto fosse stato di fronte al Moschea di al-Azhar. Andò completamente distrutta nel 1936.
Bab al-Barakiyyah II, invece, era di epoca ayyubide; fu costruita nel 1184 da Saladino (1137 – 1193), su parte del muro orientale che fu ampliato per consentire l'espansione della città a nord-est del Nilo.